# Землетрус в Арекіпі (1960)
13 січня 1960 року в Арекіпі, другому за величиною місті Перу, стався землетрус магнітудою 7,5 балів (за шкалою Ріхтера).
Загинуло 28 осіб, інформація про кількість поранених — не поширювалася.